# الجو (الرجم)

تعديل مصدري - تعديل

الجو هي إحدى قرى عزلة بني هيثم بمديرية الرجم التابعة لمحافظة المحويت، بلغ تعداد سكانها 196 نسمة حسب تعداد اليمن لعام 2004.